# Selma, Graubünden
Selma är en ort och tidigare kommun i Val Calanca i det italienskspråkiga distriktet Moesa i den schweiziska kantonen Graubünden. Den ingår från och med 2015 i den då nyinrättade kommunen Calanca.